# Cải cách hiến pháp Augustus
Các cải cách hiến pháp Augustus là một chuỗi các thay đổi quan trọng được Hoàng đế La Mã Augustus thực hiện từ năm 30 TCN đến năm 2 TCN, nhằm tái cấu trúc hệ thống chính trị Cộng hòa La Mã và đặt nền móng cho Đế chế La Mã. Quá trình cải cách này bắt đầu sau chiến thắng quyết định của Augustus (khi đó còn được gọi là Octavian) trước liên minh của Marcus Antonius và Cleopatra VII tại trận Actium năm 31 TCN. Sau chiến thắng, Octavian trở thành người nắm quyền lực tối cao tại La Mã.
Thay vì tuyên bố mình là vua – điều vốn bị phản đối trong truyền thống Cộng hòa – Augustus chọn cách duy trì hình thức nền cộng hòa cũ nhưng nắm trọn thực quyền trong tay. Augustus tiến hành cải tổ hệ thống chính trị bằng một loạt đạo luật và bước đi mang tính biểu tượng và pháp lý. Các cải cách đáng chú ý bao gồm:
- "Hiệp ước thứ nhất" năm 27 TCN: Augustus tuyên bố trả lại quyền lực cho Viện Nguyên lão và nhân dân La Mã, nhưng trên thực tế vẫn giữ lại quyền chỉ huy tối cao quân đội và các tỉnh chiến lược – điều này khiến Augustus trở thành người nắm quyền thực tế trong nhà nước.
- "Hiệp ước thứ hai" năm 23 TCN: Augustus từ bỏ chức quan chấp chính nhưng nhận được quyền lực lớn hơn thông qua "quyền lực của quan bảo dân" (tribunicia potestas) và quyền tổng tư lệnh tối cao (imperium maius), cho phép Augustus can thiệp vào mọi mặt của chính quyền.

Các quyền và danh hiệu như "princeps civitatis" (Đệ nhất công dân), "Augustus", và sau đó là "Pater Patriae" (Quốc phụ, Cha của Tổ quốc) được trao cho Augustus để củng cố vị trí lãnh đạo, dù không mang danh nghĩa hoàng đế theo kiểu quân chủ tuyệt đối.
Nhờ những cải cách này, Augustus đã tạo ra một hệ thống chính trị ổn định, duy trì được vẻ ngoài cộng hòa trong khi thực chất là một chế độ chuyên chế được che đậy khéo léo. Đây là bước chuyển căn bản từ nền Cộng hòa La Mã sang Đế chế La Mã, kéo dài hàng thế kỷ sau đó.

## Cải cách đầu tiên

"Clupeus virtutis" hay khiên danh dự được Thượng viện trao tặng cho Caesar Augustus, dường như cùng lúc với danh hiệu "Augustus" và quyền được treo một vòng hoa sồi (corona civica) trên cửa nhà ông.

Không đi theo con đường chống giới tinh hoa công khai như Julius Caesar và Marcus Antonius, Augustus đã chọn cách cải tổ hệ thống chính trị một cách khéo léo và ôn hòa, làm vừa lòng tầng lớp quý tộc Viện Nguyên lão La Mã.
Vào năm 28 TCN, Augustus hủy bỏ các quyền lực khẩn cấp được thiết lập trong thời kỳ nội chiến. Một năm sau đó, Augustus tuyên bố sẽ trả lại toàn bộ quyền lực và các tỉnh do mình quản lý cho Viện Nguyên lão và nhân dân La Mã. Tuy nhiên, động thái này vấp phải phản ứng mạnh từ các Nguyên lão, những người lo sợ sự hỗn loạn nếu quyền lực bị phân tán. Augustus, giả vờ miễn cưỡng, chấp nhận gánh vác trách nhiệm điều hành các "tỉnh hỗn loạn" trong vòng 10 năm. Trên thực tế, điều này cho phép Augustus tiếp tục kiểm soát các tỉnh chiến lược – nơi phần lớn quân đội La Mã đóng quân – và giữ vững quyền lực quân sự tối cao.
Trong giai đoạn cải cách này, Augustus cũng thay đổi danh xưng chính trị của mình. Thay vì xưng là vua, Augustus chọn danh hiệu "Princeps", nghĩa là "người đứng đầu" – một cách truyền thống chỉ người có quyền phát biểu đầu tiên trong Viện Nguyên lão. Danh hiệu này phù hợp với tuyên bố của Augustus rằng mình đang khôi phục nền Cộng hòa bị hủy hoại sau nội chiến. Như nhà sử học Craig Walsh đã nói, "Princeps" gần giống như "người đầu tiên trong số những người ngang hàng".
Ngoài ra, theo đề xuất của Lucius Munatius Plancus, Augustus được trao danh hiệu danh dự "Augustus", khiến tên đầy đủ của ông trở thành Imperator Caesar divi filius Augustus. Tên này có nhiều tầng ý nghĩa: Imperator nhấn mạnh vai trò lãnh đạo quân sự và chiến thắng. Divi filius ("con trai của thần thánh") liên kết mình với Julius Caesar, người đã được phong thần, qua đó tăng tính chính danh nhưng vẫn tránh bị xem là độc tài. Augustus có nghĩa là "vĩ đại" hoặc "thiêng liêng", mang sắc thái tôn giáo và truyền thống, tạo khoảng cách với quá khứ bạo lực dưới tên "Octavian", và không quá giống như một vị vua.
Thông qua “Thỏa ước đầu tiên”, Augustus đã củng cố vị trí chính trị lý tưởng: nắm giữ thực quyền nhưng không mang hình thức chuyên chế. Như Augustus đã tự mô tả trong Res Gestae – bản tự thuật chính trị của mình:
"Sau thời điểm đó, tôi vượt trội tất cả về ảnh hưởng (auctoritas), mặc dù tôi không có nhiều quyền lực chính thức hơn những người khác."

## Cải cách thứ hai
Thỏa ước thứ hai được công bố vào năm 23 TCN, trong bối cảnh Augustus bị suy yếu sức khỏe. Nhận thức được rằng việc giữ chức chấp chính quan (consul) liên tục trong suốt 10 năm qua không chỉ gây hạn chế trong quyền bảo trợ (patronage) mà còn có thể khiến các chính khách trẻ đầy tham vọng cảm thấy bất mãn, Augustus quyết định từ bỏ hoàn toàn vị trí chấp chính quan.
Tuy nhiên, Augustus vẫn được bù đắp bằng những quyền lực cực kỳ lớn – thậm chí còn hiệu quả hơn so với quyền lực chấp chính quan, bao gồm:
- Ius primae relationis quyền được phát biểu đầu tiên trong các cuộc họp Viện Nguyên lão, từ đó định hình hướng thảo luận và quyết sách.
- Quyền triệu tập Thượng viện bất kỳ lúc nào, giúp kiểm soát quá trình lập pháp và duy trì ảo tưởng về nền Cộng hòa (res publica).
- Vị trí danh dự trên bục chấp chính quan trong Curia, dù không giữ chức vụ chính thức.

Đặc biệt, Augustus giờ đây dựa vào một nguồn quyền lực mới tribunicia potestas (quyền lực của quan bảo dân), một chức vụ có tính biểu tượng dân chủ cao, vốn đại diện cho quyền lợi của người dân thời Cộng hòa. Với quyền này, Augustus có thể:
- Đề xuất luật bất kỳ lúc nào tại Viện Nguyên lão.
- Veto (phủ quyết) bất kỳ đạo luật nào.
- Ân xá cho công dân bị buộc tội.[4]

Quyền lực này giúp Augustus đạt được ưu thế lập pháp tuyệt đối, nhưng vẫn mang tính dân túy và không làm giới quý tộc cảm thấy bị đe dọa, vì nó gợi nhớ đến truyền thống cộng hòa. Nhờ vậy, Augustus không chỉ là người đứng đầu Viện Nguyên lão, mà còn được xem là người bảo vệ tự do và phúc lợi nhân dân La Mã.
Ở cấp độ đế chế, Augustus cũng được trao quyền imperium proconsulare maius – tức quyền lực tối cao vượt trội hơn tất cả các thống đốc tỉnh khác. Điều này cho phép Augustus can thiệp và thậm chí đảo ngược mọi mệnh lệnh từ các thống đốc địa phương trên toàn lãnh thổ La Mã. Bằng chứng là các Sắc lệnh Cyrene, cho thấy Augustus sẵn sàng sử dụng quyền này khi cần thiết.
Trong thời Cộng hòa, những quyền lực như Augustus đang nắm thường được phân chia giữa nhiều quan chức, với thời hạn cụ thể và sự giám sát lẫn nhau. Nhưng Augustus giữ tất cả các quyền lực đó một mình, cùng lúc, và không giới hạn thời gian – dù trên danh nghĩa, một vài quyền có thời hạn, nhưng chúng luôn được tự động gia hạn.

## Bổ sung quyền lực
Các cải cách của Augustus không chỉ mang lại quyền lực chính trị, mà còn giúp Augustus kiểm soát toàn bộ danh vọng quân sự Đế chế La Mã. Do phần lớn quân đội La Mã đóng tại các tỉnh đế quốc (imperial provinces) – nơi Augustus trực tiếp nắm quyền thông qua các đại diện (legati) – mọi chiến thắng quân sự đều được ghi công cho Augustus, ngay cả khi Augustus không trực tiếp chỉ huy. Thậm chí nếu một trận chiến diễn ra ở một tỉnh thuộc quyền quản lý của Viện Nguyên lão, Augustus vẫn có thể can thiệp hoặc nhận công trạng nhờ vào quyền imperium proconsulare maius – quyền lực cao hơn mọi tổng đốc khác.
Nhờ vậy, Augustus trở thành người duy nhất có thể nhận vinh dự khải hoàn (triumph) – một nghi lễ chiến thắng cao quý có từ thời vua Romulus, vị vua đầu tiên của La Mã. Người cuối cùng ngoài gia đình Augustus được nhận vinh dự này là Lucius Cornelius Balbus vào năm 19 TCN. Về sau, chỉ có Tiberius, con riêng của vợ ông (Livia) và người kế vị tương lai, được phép nhận lễ khải hoàn vào năm 7 TCN nhờ chiến thắng tại Germania.
Vào năm 19 TCN, Viện Nguyên lão tiếp tục trao cho Augustus một loại quyền lực chấp chính quan tối cao (có thể là imperium consulare maius), tương tự với quyền lực mà Augustus đã nhận trong Thỏa ước năm 23 TCN. Đây là một ví dụ khác cho thấy Augustus tích lũy quyền lực từ các chức vụ mà mình không nắm giữ chính thức, giống như quyền lực của quan bảo dân trước đó. Augustus còn được phép: mặc trang phục và mang biểu tượng chấp chính quan (như fasces) ở nơi công cộng và trong Viện Nguyên lão, ngồi trên ghế danh dự giữa hai chấp chính quan trong các nghi lễ hoặc phiên họp chính trị.
Vào ngày 6 tháng 3 năm 12 TCN, sau cái chết của Marcus Lepidus, Augustus tiếp nhận chức vụ Pontifex Maximus – chức tư tế tối cao của La Mã, đứng đầu hệ thống tôn giáo nhà nước. Đây là chức vụ tôn giáo quyền lực nhất và mang tính biểu tượng lớn, giúp Augustus kiểm soát các nghi lễ, thần điện và ảnh hưởng tôn giáo trong xã hội La Mã.
Cuối cùng, vào ngày 5 tháng 2 năm 2 TCN, Augustus được Viện Nguyên lão trao danh hiệu Pater Patriae – “Cha của Đất nước” – một vinh dự tối thượng, khẳng định vai trò lãnh đạo, bảo trợ và người gìn giữ hòa bình cho toàn Đế chế La Mã.